# Arrondissement de Muret
L'arrondissement de Muret est une division administrative française, située dans le département de la Haute-Garonne et la région Occitanie.

## Composition

### Composition avant 2015
Liste des cantons de l'arrondissement de Muret :
- canton d'Auterive ;
- canton de Carbonne ;
- canton de Cazères ;
- canton de Cintegabelle ;
- canton du Fousseret ;
- canton de Montesquieu-Volvestre ;
- canton de Muret ;
- canton de Portet-sur-Garonne ;
- canton de Rieumes ;
- canton de Rieux-Volvestre ;
- canton de Saint-Lys.

### Composition depuis 2015
Contrairement à l'ancien découpage où chaque canton était inclus à l'intérieur d'un seul arrondissement, le nouveau découpage territorial de 2014/2015 s'affranchit des limites des arrondissements. Certains cantons peuvent être composés de communes appartenant à des arrondissements différents. Dans l'arrondissement de Muret, c'est le cas pour un canton dont les communes sont également réparties sur l'arrondissement de Saint-Gaudens, et de deux autres sur l'arrondissement de Toulouse. Au total, l'arrondissement de Muret est donc composé de trois cantons entiers et de trois cantons partiels.
Le tableau suivant présente la répartition des cantons et de leurs communes par arrondissement :
| N° | Canton             | Muret | Saint-Gaudens | Toulouse |
| -- | ------------------ | ----- | ------------- | -------- |
| 1  | Auterive           | 47    |               |          |
| 6  | Cazères            | 48    | 43            |          |
| 7  | Escalquens         | 1     |               | 34       |
| 9  | Muret              | 9     |               |          |
| 11 | Plaisance-du-Touch | 9     |               | 1        |
| 12 | Portet-sur-Garonne | 12    |               |          |
|    |                    | 126   |               |          |

### Découpage communal depuis 2015
Depuis 2015, le nombre de communes des arrondissements varie chaque année soit du fait du redécoupage cantonal de 2014 qui a conduit à l'ajustement de périmètres de certains arrondissements, soit à la suite de la création de communes nouvelles. Le nombre de communes de l'arrondissement de Muret reste quant à lui inchangé depuis 2015 et égal à 126.
Au 1er janvier 2024, l'arrondissement groupe les 126 communes suivantes :
1. Auragne
2. Auribail
3. Auterive
4. Bax
5. Beaufort
6. Beaumont-sur-Lèze
7. Bérat
8. Bois-de-la-Pierre
9. Bonrepos-sur-Aussonnelle
10. Boussens
11. Bragayrac
12. Cambernard
13. Canens
14. Capens
15. Carbonne
16. Castagnac
17. Castelnau-Picampeau
18. Casties-Labrande
19. Caujac
20. Cazères
21. Cintegabelle
22. Couladère
23. Eaunes
24. Empeaux
25. Esperce
26. Le Fauga
27. Fonsorbes
28. Fontenilles
29. Forgues
30. Le Fousseret
31. Francon
32. Frouzins
33. Fustignac
34. Gaillac-Toulza
35. Gensac-sur-Garonne
36. Goutevernisse
37. Gouzens
38. Gratens
39. Grazac
40. Grépiac
41. Labarthe-sur-Lèze
42. Labastide-Clermont
43. Labastidette
44. Labruyère-Dorsa
45. Lacaugne
46. Lafitte-Vigordane
47. Lagardelle-sur-Lèze
48. Lagrâce-Dieu
49. Lahage
50. Lahitère
51. Lamasquère
52. Lapeyrère
53. Latour
54. Latrape
55. Lautignac
56. Lavelanet-de-Comminges
57. Lavernose-Lacasse
58. Lescuns
59. Lherm
60. Longages
61. Lussan-Adeilhac
62. Mailholas
63. Marignac-Lasclares
64. Marignac-Laspeyres
65. Marliac
66. Marquefave
67. Martres-Tolosane
68. Massabrac
69. Mauran
70. Mauressac
71. Mauzac
72. Miremont
73. Mondavezan
74. Monès
75. Montastruc-Savès
76. Montaut
77. Montberaud
78. Montbrun-Bocage
79. Montclar-de-Comminges
80. Montégut-Bourjac
81. Montesquieu-Volvestre
82. Montgazin
83. Montgras
84. Montoussin
85. Muret
86. Noé
87. Palaminy
88. Peyssies
89. Le Pin-Murelet
90. Pinsaguel
91. Pins-Justaret
92. Plagne
93. Plagnole
94. Le Plan
95. Polastron
96. Portet-sur-Garonne
97. Poucharramet
98. Pouy-de-Touges
99. Puydaniel
100. Rieumes
101. Rieux-Volvestre
102. Roques
103. Roquettes
104. Sabonnères
105. Saiguède
106. Saint-Araille
107. Saint-Christaud
108. Saint-Clar-de-Rivière
109. Saint-Élix-le-Château
110. Sainte-Foy-de-Peyrolières
111. Saint-Hilaire
112. Saint-Julien-sur-Garonne
113. Saint-Lys
114. Saint-Michel
115. Saint-Sulpice-sur-Lèze
116. Saint-Thomas
117. Sajas
118. Salles-sur-Garonne
119. Sana
120. Saubens
121. Savères
122. Sénarens
123. Seysses
124. Venerque
125. Vernet
126. Villate

## Démographie
En 2022, l'arrondissement comptait 235 273 habitants.
| 1968   | 1975   | 1982    | 1990    | 1999    | 2006    | 2011    | 2016    | 2021    |
| ------ | ------ | ------- | ------- | ------- | ------- | ------- | ------- | ------- |
| 82 697 | 95 891 | 113 957 | 133 989 | 154 872 | 186 503 | 206 114 | 220 791 | 231 646 |

| 2022    | - | - | - | - | - | - | - | - |
| ------- | - | - | - | - | - | - | - | - |
| 235 273 | - | - | - | - | - | - | - | - |

## Administration
| Période          | Période          | Identité             | Fonction précédente                            | Observation |
| ---------------- | ---------------- | -------------------- | ---------------------------------------------- | ----------- |
| vers 1994        |                  | René Stambouli       |                                                |             |
| 5 février 2003   | 7 juillet 2007   | Damien Devouassoux   |                                                |             |
| 7 juillet 2007   | 17 février 2011  | Loïc Armand          |                                                |             |
| 8 juin 2011      | 27 novembre 2012 | Jean-Jacques Caron   | Sous-préfet hors classe, sous-préfet de Reims  |             |
| 17 décembre 2012 | 18 mars 2017     | François Beyries     | Sous-préfet hors classe, sous-préfet de Verdun |             |
| 3 avril 2017     | 25 octobre 2022  | Cécile-Marie Lenglet |                                                |             |
| 5 décembre 2022  | En cours         | Jean-Luc Blondel     | Sous-préfet de Saint-Julien-en-Genevois        |             |